# Борисов, Евгений Васильевич (математик)
 Евгений Васильевич Борисов  (28 февраля 1854 — 8 июля 1924) — русский математик, профессор.

## Биография
Евгений Борисов родился 28 февраля 1854 года в Санкт-Петербурге. Воспитывался в 1-й Санкт-Петербургской гимназии. В 1874 году поступил в Императорский Санкт-Петербургский университет, курс которого он окончил в 1878 году со степенью кандидата.
За сочинение Об интегрировании дифференциальных уравнении при помощи непрерывных дробей был награждён серебряной медалью. После окончания курса был оставлен при университете для приготовления к профессорскому званию.
В 1881 году сдал экзамен на степень магистра, а 3 февраля 1891 года защитил диссертацию на степень магистра чистой математики. С 1880 года состоял преподавателем математики во 2 Санкт-Петербургской прогимназии. С 1891 года приват-доцент физико-математического факультета Санкт-Петербургского (Петроградского) университета по кафедре математики, с 1919 г. — профессор по той же кафедре.

## Труды
- О приведении тройничных квадратичных форм по способу Зеллинга. СПб., 1891.
- О критических центрах кривых 3-го порядка // Сборник Московского математического об-ва. 1894. Т.XVII.
- Курс дифференциального и интегрального исчислений. СПб., 1903.